# 阿爾弗雷德·韋茨勒
阿爾弗雷德·伊斯雷爾“弗雷德”韋茨勒（Alfréd Israel “Fred”Wetzler，1918年5月10日—1988年2月8日），筆名約瑟夫·拉尼克（Josef Lanik），斯洛伐克裔猶太作家。二戰時被抓進奧斯威辛集中營後與魯道夫·弗爾巴一同逃離並撰寫長達32頁的《弗爾巴-韋茨勒報告》，使逾20萬名猶太人遠離毒氣室。

## 生平
阿爾弗雷德·韋茨勒生於奧匈帝國納吉松巴特的一個猶太工人家庭，與他的三個兄弟在一座猶太教堂的後院長大，高中畢業後成為一名工人，1940年被徵召服義務兵役，1942年4月13日被送達奧斯威辛集中營，囚犯編號為：29162。
韋茨勒與其他工人一起工作，結識了魯道夫·弗爾巴，兩人於職務之便了解到奧斯威辛集中營的運作方式並估算出了每日被送進毒氣室的人數；1944年3月，納粹德國入侵匈牙利，此時在集中營工作的韋茨勒與弗爾巴也注意到了德軍正在建立一條通往集中營的新鐵路，這表示將有更多的猶太人被送往此處，他們必須盡快逃離讓外界知道真相；1944年4月7日，在其他同胞們的幫助下兩人成功逃離，兩周後到達斯洛伐克恰德察小鎮，遇到了斯洛伐克猶太委員會高層奧斯卡·克拉斯尼安斯基（Oscar Krasniansky），對兩人進行單獨詢問後確認了他們所言不虛。
此後，韋茨勒與弗爾巴花了三天時間撰寫《弗爾巴-韋茨勒報告》，內容包含營地平面圖、火葬場和毒氣室的建築細節，以及目睹的納粹親衛隊挑選猶太人的詳情，奧斯卡·克拉斯尼安斯基（Oscar Krasniansky）印製並將報告翻譯成德文，然而此時猶太人委員會主席雷茲·卡茲特納正與阿道夫·艾希曼交易而未將報告公開，直到數月後才通過媒體廣泛傳播至民間，霍爾蒂在多方考量後於7月7日下令停止驅逐猶太人。
戰後，韋茨勒在魯日諾夫生活，曾在雜誌社擔任編輯，亦擔任過導遊及公務員，1979年退休後領取殘障退休金，偶爾也會去魯日諾夫的圖書館幫忙。
由於捷克斯洛伐克被蘇聯統治，韋茨勒與其妻被迫接受共產主義，反猶主義於50年代再次出現，納粹大屠殺也成了禁忌話題，韋茨勒始終保持低調，他總是穿著長袖襯衫遮掩在奧斯威辛集中營留下的紋身，後數次在針對納粹高官的審判中提供證詞。
韋茨勒的事蹟在其本人去世後才漸漸為人所知。

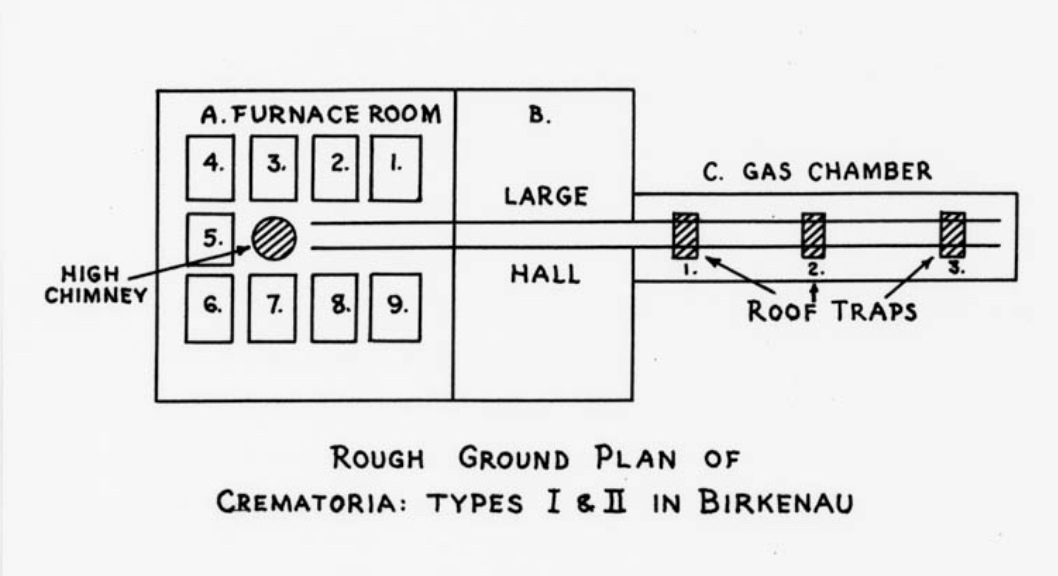
《弗爾巴-韋茨勒報告》中奧斯威辛集中營內毒氣室和焚化爐的草圖

1997年，時任斯洛伐克總統米哈爾·科瓦奇授予韋茨勒拉德·盧多維特·什圖爾II級勳章，該勳章以斯洛伐克民族啟蒙運動領導人盧多維特·什圖爾命名，授予對民主和人權、斯洛伐克共和國國防和安全做出傑出貢獻的斯洛伐克共和國公民。
2007年1月1日，時任斯洛伐克總統伊萬·蓋斯巴洛維奇授予韋茨勒與弗爾巴一級白雙十字勳章。
2023年6月29日，韋茨勒榮獲布拉提斯拉瓦地區頒發的歷史人物獎。

## 軼事
據奧斯威辛集中營倖存者雅羅斯拉夫·德拉別克（Jaroslav Drabek）之子、溫哥華小說家簡·德拉貝克（Jan Drabek）回憶，其父與韋茨勒及其他幾名集中營倖存者曾在1947年為指證集中營指揮官魯道夫·霍斯而重返波蘭，途經一棟小木屋時，韋茨勒要求停下，他敲了敲門後一位老太太從屋裡走出，韋茨勒興奮地擁抱了對方，並將身上所有財物交給她。原來當年韋茨勒與弗爾巴在逃離奧斯威辛集中營後飢寒交迫之時，那位老太太給予他們食物和新衣服，並為他們指引了逃生的路。

## 著作[註 1]
- 《Auschwitz, Tomb of Four Million People》1946年出版；更名《Escape From Hell: The True Story of the Auschwitz Protocol》於2007年再版。
- 《Ciò che Dante non ha visto. L'inferno》（What Dante Did Not See）1964年以筆名出版，2009年發行第五版時才以本名出版[5]；後被改編為電影《奧斯威辛報告》[10]2021年上映。

## 紀念
由耶路撒冷國際基督教大使館（ICEJ）建設的弗爾巴韋茨勒紀念館網站自2017年起每年舉辦「跟隨英雄的腳步」步行活動，從奧斯威辛到日利納，徒步130公里最後在日利納猶太教堂舉行儀式。
2024年4月17日，英國猶太難民協會（AJR）在斯洛伐克共和國大使館舉辦了紀念韋茨勒與弗爾巴逃離奧斯威辛80周年的活動，斯洛伐克駐英國大使羅伯特·翁德雷恰克、AJR首席執行長邁克爾·紐曼（Michael Newman）及弗爾巴的孫女漢娜（Hannah）等人對現場100多名與會者介紹了兩人的事蹟；弗爾巴傳記作者喬納森·弗里德蘭表示：「《弗爾巴-韋茨勒報告》＂讓一列火車停在了軌道上＂，使大約20萬猶太人免於被驅逐出匈牙利遭受與在死亡集中營中被謀殺的437,000名匈牙利猶太人同樣的命運；這20萬人及其子孫、現在的曾孫，都應將自己的生命歸功於阿爾弗雷德·韋茨勒(Alfred Wetzler) 和魯道夫·弗爾巴(Rudolf Vrba) 。我猜想，現在世界上有超過一百萬人因為他們的所作所為而活著，這是一項巨大的成就。」「這就是為什麼我說這兩個人是大屠殺的傑出人物，他們應該與奧斯卡·辛德勒或安妮·弗蘭克等偉大名字一起被銘記，但很長一段時間他們都沒有。」；邁克爾·紐曼（Michael Newman）將弗爾巴和韋茨勒的逃亡稱為「大屠殺和第二次世界大戰歷史上真正引人注目和奇蹟般的事件之一」。
同日，斯洛伐克國家銀行發行了10歐元收藏銀幣以紀念《弗爾巴-韋茨勒報告》發佈80周年。

## 外部連結
- 弗爾巴韋茨勒紀念館 （页面存档备份，存于）（捷克文）